# 투리스터스
《투리스터스》(영어: Turistas)는 2006년 개봉한 미국의 공포 영화이다. 존 스톡웰이 연출하고, 조시 더멜, 멀리사 조지, 올리비아 와일드, 보 개릿, 맥스 브라운, 데즈먼드 애스큐 등이 출연하였다. 외딴 브라질 마을에서 미국인 여행객들에게 벌어지는 참극을 그린다.

## 줄거리
한 브라질 마을 주민들 사이에서 외국인 여행객들이 아이 사진을 찍고 납치해 장기를 털어간다는 소문이 돈다. 실상은 그와 정반대로 지역민들과 연계된 토착 세력이 외국인, 특히 미국인(gringo) 여행객들을 납치해 장기를 떼어내는 사업을 벌이는 중이다.
미국인, 영국인, 호주인이 섞인 배낭여행족 무리는 버스 사고가 난 뒤 지역 여성들에게 현혹되어 무능화 작용제를 탄 음료수(Mickey Finn)를 마시게 된다. 정신을 잃은 사이 이들은 돈, 신용카드, 여권 등 소지품을 전부 도둑맞는다. 이때 도움의 손길을 내미는 것 같은 마을 청년에게 유인되면서 이들은 장기를 떼어내는 범죄 현장에 발을 디딘다.  
뒤늦게 마을 청년이 돌아와 이들의 탈출을 돕다가 사망하고, 불법 장기 절도 수술을 집도하던 의사는 밑에 부리던 원주민에게 함부로 대하고 비하 용어를 쓰며 도발하다가 살해된다.  
일행 사이에서 포르투갈어 통역으로 활약한 호주인 프루, 미국인 남매 앨릭스와 비가 살아남아 비행기를 타고 본국으로 귀환한다.

## 출연
- 조시 더멜 - 앨릭스 역
- 멀리사 조지 - 프루 역
- 올리비아 와일드 - 비 역
- 보 개릿 - 에이미 역
- 데즈먼드 애스큐 - 핀 역
- 맥스 브라운 - 리엄 역
- 존 스톡웰

## 기타 제작진
- 공동 제작: 카이케 마르팅스 페헤이라, 라울 구테흐스, 딜런 러셀
- 라인 제작: 카이케 마르팅스 페헤이라
- 협력 제작: 앤드루 모라스키, 루브리아 네그랑
- 배역: 리사 비치, 세라 캐츠먼
- 미술: 말리스 스토치
- 세트: 알리시 소자
- 의상: 비아 사우가두

## 반응

### 항의
자국 묘사 방식에 분노한 일부 브라질 국민들이 불매 운동을 벌였다. 조시 더멜은 제이 레노 쇼에 출연해 브라질 정부와 국민들에게 사과하며 영화 목표는 관광객들 발길을 끊게 만드는 게 아니었다고 밝혔다. 북미 평단이 대체로 영화에 부정 평가를 내리자 브라질 관광청 소속 관광 위원회(Embratur)는 이에 만족을 표했다.